# Рівнина Ракхайн
Прибере́жна рівнина́ Ракха́йн (також Аракан або Арракан) — прибережна рівнина у М'янмі.
Розташовується вузькою смугою між хребтом Ракхайн і Бенгальською затокою.
На півночі вона розширяється за рахунок алювіальних рівнин в пониззі декількох рік, що беруть початок у горах.
На півдні рівнина вужчає і місцями виклинюється, гори безпосередньо підходять до узбережжя.
Тягнеться північно-східним узбережжям Бенгальської затоки, від 18° до 21° 33' пн. ш., між 92° 10' і 94° 50' сх. довготи (за Грінвіцьким меридіаном). Має площу 37621 км² і складається з округів Сітуе, Рамрі, Тандуе тощо. Біля берегів між 20° і 18° 30' пн. ш. знаходиться багато дрібних острівців, шхер і мілин.